# Джон Балінський
Джон (Іван) Балінський (нар. 4 липня 1934, Київ, УРСР – 1 жовтня 1983, Еймс, Айова, США) - південно-африканський і американський зоолог українського походження. Син ембріолога Бориса Балінського.

## Біографія
Народився 4 липня 1934 року в Києві, у родині професора Київського університету Бориса Балінського і наукового співробітника Інституту біології АН УРСР Катерини Сінгаївської. Названий Іваном на честь рано померлого діда, історика права Івана Балінського. У жовтні 1937 року матір Івана було заарештовано і заслано до табору ГУЛАГ. Її звільнили лише у березні 1939 року. Восени 1941 року родина Балінських залишилася в німецькій окупації в Харкові, звідти перебралися до Києва. У березні 1943 року померла Катерина Сінгаївська, а невдовзі Іван разом із батьком і бабусею вирушили у подорож до Познані, а звідти до Марбурга і Тюбінгена. Після війни родина жила у Мюнхені, у 1947-49 році Іван жив без батька, разом із мачухою і бабусею, оскільки Борис Балінський працював у Шотландії, і не мав можливості забрати родину до себе. У 1949 році родина об'єдналася і переїхала жити до Йоганнесбургу у Південній Африці.
Закінчив Сент-Джон коледж у Йоганнесбурзі у 1951 році. Здобув ступінь бакалавра зоології та хімії з відзнакою у Вітватерсрандському університеті 1955 року і ступінь доктора філософії (Ph.D.) з біохімії у Лондонському університеті у 1959 році. Працював доцентом (асистентом професора) у Вітватерсрандському університеті з 1960 по 1964 роки, асоційованим професором у 1965—68 роках, лектором у 1969—74 роках, професором з 1974 до 1976 року. У 1975-76 роках працював запрошеним професором у Колумбійському університеті в Нью-Йорку. З 1976 до смерті був завідувачем кафедри зоології в університеті штату Айова.
Помер у 1983 році.

## Наукові дослідження
Вивчав фізіологію амфібій. Досліджував регуляцію адаптації клітини до середовища і під час розвитку. Автор 47 наукових робіт, включно з главою книги «Порівняльна біохімія обміну азоту» («Comparative Biochemistry of Nitrogen Metabolism»).
Описав декілька видів голкошкірих.

### Описані види
- Ophiactis delagoa JB Balinsky, 1957
- Macrophiothrix mossambica JB Balinsky, 1957
- Amphiura inhacensis JB Balinsky, 1957

## Нагороди і гранти
- Вітватерсрандська рада заморської освіти (1956)
- Фундація Нуффілда[en] у домініонах (1962)
- Корпорація Карнегі[en] (1967)
- Національний інститут здоров'я США (1968)
- Південноафриканська рада наукових і промислових досліджень (1975)
- Нагорода фонду Гаррі Оппенгеймера[en] (1975)

## Членство у наукових організаціях
- Американська асоціація сприяння розвитку науки
- Біохімічне товариство Сполученого королівства[en]
- Королівське товариство Південної Африки[en]
- Фізіологічне товариство Південної Африки
- Південноафриканське Товариство ендокринології, метаболізму і діабету.

Був заступником голови Південноафриканського біохімічного товариства (1974-75) і головою Товариства експериментальної біології Трансваалю (1973-74).